# Stade montois omnisports
Pour les articles homonymes, voir Stade montois.
Le Stade montois omnisports est un club omnisports français basé dans la ville de Mont-de-Marsan constitué de 35 sections, et connu principalement pour sa section de rugby à XV.

## Sections
- aïkido
- athlétisme
- badminton
- basket-ball - voir articles Stade montois basket masculin, Stade montois basket féminin
- Bicycle motocross
- boxe anglaise et boxe française
- canoë-kayak
- cyclisme - voir article Stade montois cyclisme
- cyclotourisme
- football - voir Stade montois (football)
- golf
- haltérophilie
- handball
- judo
- karaté
- karting
- kayak
- natation
- pelote basque
- pétanque
- rugby à XV - voir article Stade montois rugby
- ski
- tennis
- tennis de table
- tir
- volley-ball

## Présidents
| Saisons   | Présidents          |
| --------- | ------------------- |
| NC        | Jacques Lacaze      |
| NC        | Henri Farbos        |
| NC        | Jean Labbe          |
| NC        | Camille Pedarré     |
| NC        | Franck Bellocq      |
| NC        | Jacques Tortigue    |
| NC        | Jean Nadaud         |
| 1970-1972 | Bernard Mongis      |
| 1972-1977 | André Bats          |
| 1978-1980 | Bernard Cabiro      |
| 1981-1987 | Christian Diandet   |
| 1988-1993 | Jacques Dorgambide  |
| 1994-1999 | Christian Diandet   |
| 1999-2009 | Pierre Jullian      |
| 2009-2017 | Jean-Jacques Crabos |
| 2017-0000 | Lionel Gaüzère      |